# Červené Pečky
Červené Pečky är en köping i Tjeckien.   Den ligger i regionen Mellersta Böhmen, i den centrala delen av landet, 60 km öster om huvudstaden Prag. Červené Pečky ligger 290 meter över havet och antalet invånare är 1 617.
Terrängen runt Červené Pečky är lite kuperad. Runt Červené Pečky är det tätbefolkat, med 570 invånare per kvadratkilometer. Närmaste större samhälle är Kutná Hora, 5,4 km sydost om Červené Pečky. Trakten runt Červené Pečky består till största delen av jordbruksmark.